# Brusasco
Brusasco là một đô thị ở tỉnh Torino trong vùng Piedmont, có vị trí cách khoảng 30 km về phía đông bắc của Torino, nước Ý. Tại thời điểm ngày 31 tháng 12 năm 2004, đô thị này có dân số 1.679 người và diện tích là 14,4 km².
Brusasco giáp các đô thị: Crescentino, Verolengo, Verrua Savoia, Monteu da Po, Cavagnolo, Moransengo, và Brozolo.